# IC 187-2
IC 187-2 — галактика типу S (спіральна галактика) у сузір'ї Трикутник.
Цей об'єкт міститься в оригінальній редакції індексного каталогу.